# Dimorphocoma
Dimorphocoma là một chi thực vật có hoa trong họ Cúc (Asteraceae).

## Loài
Chi Dimorphocoma gồm các loài: